# Onitis fabricii
Onitis fabricii là một loài bọ cánh cứng trong họ Bọ hung (Scarabaeidae).